# Imazon
Imazon (acrònim del portuguès: Instituto do Homem e Meio Ambiente da Amazônia) és una organització sense ànim de lucre amb seu a Belém que es dedica a la conservació de la selva amazònica. Ha publicat nombrosos informes sobre aspectes de la conservació del medi ambient amazònic, ha tingut un impacte significatiu en la política ambiental al Brasil i ha desenvolupat eines a través de les quals es pot fer un seguiment de la desforestació en línia.

## Organització
Imazon va ser fundada el 10 de juliol de 1990 per iniciativa de l'ecologista estatunidenc Christopher Uhl, aleshores investigador visitant a l'Empresa Brasileira de Pesquisa Agropecuária (Embrapa), conjuntament amb Adalberto Veríssimo, David McGrath i Paulo Barreto, amb l'objectiu de promoure el desenvolupament sostenible a l'Amazones brasilera. L'institut col·labora amb organitzacions públiques, privades i no governamentals. Imazon va ser designada pel Ministeri de Justícia del Brasil com a Organização da sociedade civil de interesse público (OSCIP). El 2015, el Centre Internacional per a la Governança del Clima va classificar Imazon en el lloc 53 a nivell mundial entre les organitzacions independents d'estudis estratègics sobre economia i política de canvi climàtic.
Els programes d'Imazon cobreixen la vigilància ambiental, la sostenibilitat, l'economia, la legislació, les polítiques i el canvi climàtic. Imazon és coneguda per la seva investigació en camps com la rehabilitació de zones desforestades i la microeconomia de la silvicultura, l'agricultura i la ramaderia a l'est de la regió amazònica. El personal d'Imazon ha treballat amb la indústria fustera per a causar un menor impacte ambiental. També ha col·laborat amb el Ministeri de Medi Ambient i altres organitzacions governamentals en la redacció de documents polítics. Des del 2016, Imazon ha publicat més de 300 articles tècnics, 150 articles sobre polítiques públiques i 111 llibres.
L'any 2006 Imazon va desenvolupar el Sistema d'Alerta de Desforestació per controlar i difondre informació sobre la desforestació a l'Amazònia. Imazon va desenvolupar algorismes per a detectar àrees de desforestació, i la Carnegie Institution for Science i l'empresa Vizzuality van treballar amb Imazon i Google Earth Engine per crear una eina web que permetés als usuaris veure i anotar els resultats dels algorismes. Imazon es va associar amb el World Resources Institute (WRI) per a desenvolupar la plataforma Global Forest Watch per a supervisar els boscos del món en temps real.